# Portal de Graells
El Portal de Graells o Portal de Santa Maria és un dels portals d'accés que hi havia a la muralla que envoltava la vila de Cardona.
Dels quatre construïts (Portal de Graells, Portal de Barcelona o Portal de Nostra Senyora de la Pietat, Portal de Sant Miquel o Portal de Capdevila i Portal de Fluges o Portal d'en Fortesa o de Sant Roc) el Portal de Graells és l'únic portal d'accés a Cardona que encara resta dempeus. Alhora també existien quatre portals de menors dimensions (portalets o portelles) per permetre la comunicació amb indrets propers de la vila. Aquests portals menors foren el Portal de Fontcalda, el Portalet de la Pomalla, el Portalet del Vall i el Portalet de la Fira.
El Portal de Graells va ser declarat Bé Cultural d'Interès Nacional pel decret (22 d'abril del 1949) publicat al BOE del 5 de maig del 1949.

## Història
El vescomte de Cardona Ramon Folc VI va començar una àmplia reforma a les muralles del castell i de la vila, realitzada cap a la segona meitat del segle xiv i acabada de forma definitiva l'any 1420. Un cop closa la vila els accessos es feien a través de quatre portals majors situats segons els punts cardinals.
Situat a l'nord-est, a la part baixa del carrer homònim (carrer Graells) donava entrada als camins rals que arribaven des de Solsona, Sant Llorenç de Morunys i La Seu d'Urgell per una banda i de Serrateix, Berga i Puigcerdà per l'altra.
El portal de Graells era l'únic dels quatre portals majors que comptava amb dues torres laterals tipus bestorre. De planta pentagonal, ambdues torres eren bastides per carreus regulars i units amb morter de calç. Té una portalada dovellada, mènsules i matacans.
La primera referència escrita que tenim d'aquesta portalada és del 1421 quan els cònsols van establir al vilatà Bernat Rialp a canvi de 5 florins d'or a la torre dreta del portal sota la condició que la cobrís amb teulada i l'habités amb la deguda cura.
La seva advocació es deu a la imatge de la Verge que era venerada a la façana d'una de les cases veïnes. Adjacent al portal de Graells s'hi pot trobar el Palau de Graells recentment restaurat (actualment acull la seu de l'Arxiu Municipal i de la Fundació Cardona Històrica) i on s'han trobat unes pintures murals gòtiques i la que podria ser la representació més antiga del bestiari català.
Fou restaurat l'any 1984 sota les ordres de Montserrat Adroer i Tasis (arquitecta de la Generalitat de Catalunya). En la restauració es va descobrir una altra torre més petita en forma d'U que es trobava plena de terra a l'interior de la torre baixa. L'actuació a la torre alta hi va permetre rehabilitar l'espai per poder encabir-hi el museu.